# Ștefania Mincu
Ștefania Mincu (n. 27 decembrie 1944, Plopeni, județul Constanța) este o scriitoare română, care publică și sub pseudonimul de poetă Ștefania Plopeanu.
Părinții săi au fost Cojocaru Ilie și Cojocaru Elena, țărani săraci.
După ce a absolvit școala generală în Plopeni (1951-1958), a continuat studiile la Liceul „Mihai Eminescu”, din orașul Constanța (1958-1962) continuând apoi cu  Facultatea de Filologie, la Universitatea din București, secția limba și literatura română (1962-1967).
Și-a luat licența în 1967 cu o lucrare despre Filosofie și poezie la Lucian Blaga. A urmat apoi, la studii fără frecvență, Facultatea de limba franceză (1970-1974), fără a o termina printr-o lucrare de licență. A luat doctoratul în Litere la Universitatea din București, cu magna cum laude, în 2001, cu lucrarea Miorița. O hermeneutică ontologică.

### Activitatea profesională
A început să lucreze ca profesoară de limba română și franceză la Liceul agricol Poarta Albă (1967-1974), apoi, prin concurs, ca profesoară la Liceul de Construcții nr. 18 (devenit după 1989 Liceul Teoretic „Decebal”) din București (1974-2001) și la Liceul „Gheorghe Lazăr” (1988-1989) din București.
După Revoluția Română din 1989 a lucrat ca redactor și apoi administrator unic la Editura Pontica, din Constanța (1992-2012).
A lucrat și ca redactor la revista „Paradigma”, din Constanța, și coordonator al revistei după moartea soțului ei, scriitorul Marin Mincu. A fost membru fondator și apoi coordonator, după moartea soțului, al Cenaclului literar „Euridice” (devenit, după 2009, Cenaclul „Marin Mincu”). Membră a juriului și apoi coordonator, după 2009, al Premiului literar „Euridice” (devenit, după 2009, Premiul „Marin Mincu”).
A ținut conferințe și comunicări pe teme literare la Universitățile din București, Chișinău, Bălți, Cernăuți, Suceava, Târgoviște, Cluj, Sibiu, Alba Iulia, precum și la Accademia di Romania din Roma.

### Opera
A debutat, în 1961, cu versuri, în revista „Luceafărul.
A colaborat, în timpul vieții, la mai multe reviste literare: „Luceafărul”, „Gazeta literară”, „Contemporanul”, „Tomis”, „Poesis”, „Cultura”, „Ziua literară”, „Orizont”, „Cafeneaua literară”, „Caiete critice”, „Paradigma”.

#### Poezie
în volume:
- Cum eu..., Ed. Cartea Românească, 1974;
- Vorbindu-vă prin semne, Ed. Cartea Românească, 1979;
- Elegii vorbite, 1982, Ed. C.R.;
- Scrisoarea femeii urâte, Ed. Eminescu, 1984;
- Cartea seducției, Ed. Cartea Românească, 1986;
- Cavalerul din drezină, Ed. Pontica, 1992;
- Starea de juxtapunere, Ed. Pontica, 1997;
- Cum stau eu aici pe terasă și contabilizez obscenitatea istoriei, Ed. Vinea, 2001;
- Vorbindu-vă prin semne, antologie, Cartea Românească, 2002;
- Dincolo dincoace de poezie, Ed. Vinea, 2010.

#### Critică literară și eseu
volume:
- Nichita Stănescu – Poezii, antologie, tabel cronologic, studiu introductiv și comentarii, Ed. Albatros, 1987; Ed. a II-a, revăzută și adăugită, Ed. Pontica,1997.
- Nichita Stănescu. Între poesis și poiein (eseu monografic), Ed. Eminescu, 1991;
- Miorița. O hermeneutică ontologică, Ed. Pontica, 2002;
- Despre starea poeziei (I), Ed. Pontica, 2003;
- Douămiismul poetic românesc. Starea poeziei II, Ed. Pontica, 2007;
- Starea poeziei III, Ed. Palimpsest, 2011;

### Traduceri în volume
- D’Arco Silvio Avalle, Modele semiologice în Commedia lui Dante (în colaborare cu Marin Mincu), Ed. Univers, 1979;
- Maria Corti, Principiile comunicării literare, Ed. Univers, 1981;
- Cesare Segre, Istorie-cultură-critică, Ed. Univers, 1986;
- Maria Corti, Cântecul sirenelor, roman, Ed. Pontica, 1991;
- Umberto Eco, Pendulul lui Focault, Ed. Pontica, 1991;
- Gianni Vattimo, Sfârșitul modernității, Ed. Pontica, 1993;
- Marin Mincu, Semiotica literară italiană, Ed. Pontica, 1993;
- Gianni Vattimo, Dincolo de subiect, Ed. Pontica, 1994;
- Gianni Vattimo, Societatea transparentă, Ed. Pontica, 1995.
- Umberto Eco, Insula din ziua de ieri, Ed. Pontica, 1995;
- Alberto Moravia, Disprețul, Ed. Pontica, 1996;
- Gianni Vattimo, Aventurile diferenței, Ed. Pontica, 1996;
- Umberto Eco, Limitele interpretării (în colaborare cu Daniela Bucșă), Ed. Pontica, 1996; Ed. a II-a revăzută, Ed. Polirom;
- Gianni Vattimo, Pier Aldo Rovatti, Gândirea slabă, Ed. Pontica, 1998;
- Lucio Klobas, Gândirea extremă, Ed. Pontica, 1998;
- Pier Paolo Pasolini, Petrol (roman), Ed. Pontica, 1999;
- Umberto Eco, Baudolino, roman, Ed. Pontica, 2000;
- Gianni Vattimo, Subiectul și masca, Ed. Pontica, 2001;
- M. Luzi, Poezii, antologie tradusă de – , Ed. Pontica, 2002;
- Umberto Eco, Kant și ornitorincul, Ed. Pontica, 2002. Ediția a II-a, revăzută, Ed. Polirom, 2010;
- Gianni Vattimo, Dincolo de interpretare, Ed. Pontica, 2003;
- Marin Mincu, Interviu cu poeți italieni, Ed. Pontica, 2003;
- Gianni Vattimo, Filosofia la timpul prezent, Ed. Pontica, 2003;
- Umberto Eco, Interpretare și suprainterpretare, 2004;
- Umberto Eco, Misterioasa flacără a reginei Loana, Ed. Polirom, 2005;
- Umberto Eco, Apocaliptici și integrați, Ed. Polirom;
- Gianni Vattimo, Etica interpretării, Ed. Pontica, 2005;
- Luigi Pareyson, Ontologia libertății, Ed. Pontica, 2005;
- Gianni Vattimo, A crede că mai credem, Ed. Pontica, 2005;
- Marin Mincu, Jurnalul lui Dracula, roman (versiunea românească dată de – );
- Marin Mincu, Moartea la Tomis. Jurnalul lui Ovidiu, roman, Ed. Polirom, 2005.(versiunea românească realizată de...;
- Silvia Ronchey, Enigma lui Piero, Ed. RAO, 2006;
- Umberto Eco, De la arbore către labirint, Ed. Polirom, 2008;
- Umberto Eco, Cimitirul din Praga, roman, Ed. Polirom, 2010;
- Umberto Eco, Cum ne construim dușmanul, Ed. Polirom, 2010;
- Gianni Vattimo, După creștinism, Ed.?, 2013?
- Gianni Vattimo, Nihilism și emancipare, Ed.?, 2013?

#### Traduceri în volumele altora
- Textele avangardiștilor români traduse din limba franceză în edițiile la Avangarda literară românească, antologiile realizate de Marin Mincu;
- Maria Corti, Pentru o enciclopedie a comunicării literare, Pontica, 2000 (în colaborare cu George Popescu).

În prezent scriitoarea, care este membră a Uniunii Scriitorilor din 1981, continuă să publice cronici de poezie și eseuri critice, locuind alternativ în București și Constanța.

### Premii literare
- Premiul Uniunii Scriitorilor pentru traduceri (1999), pentru traducerea romanului Petrol de Pier Paolo Pasolini;
- Premiul Uniunii Scriitorilor pentru eseu (2003) pentru lucrarea Miorița. O hermeneutică ontologică. Pentru aceeași lucrare a mai obținut Premiul Uniunii Scriitorilor din Republica Moldova (2002);
- Premiul Emia, Deva, 2004;
- Premiul Poesis, Satu-Mare la Festivalul „Frontiera Poesis”, pentru volumul de critică Douămiismul poetic românesc.

Este prezentă în antologii din Italia și din România. De asemenea, este prezentă în principalele dicționare ale literaturii române.